# Ádám Miklósi

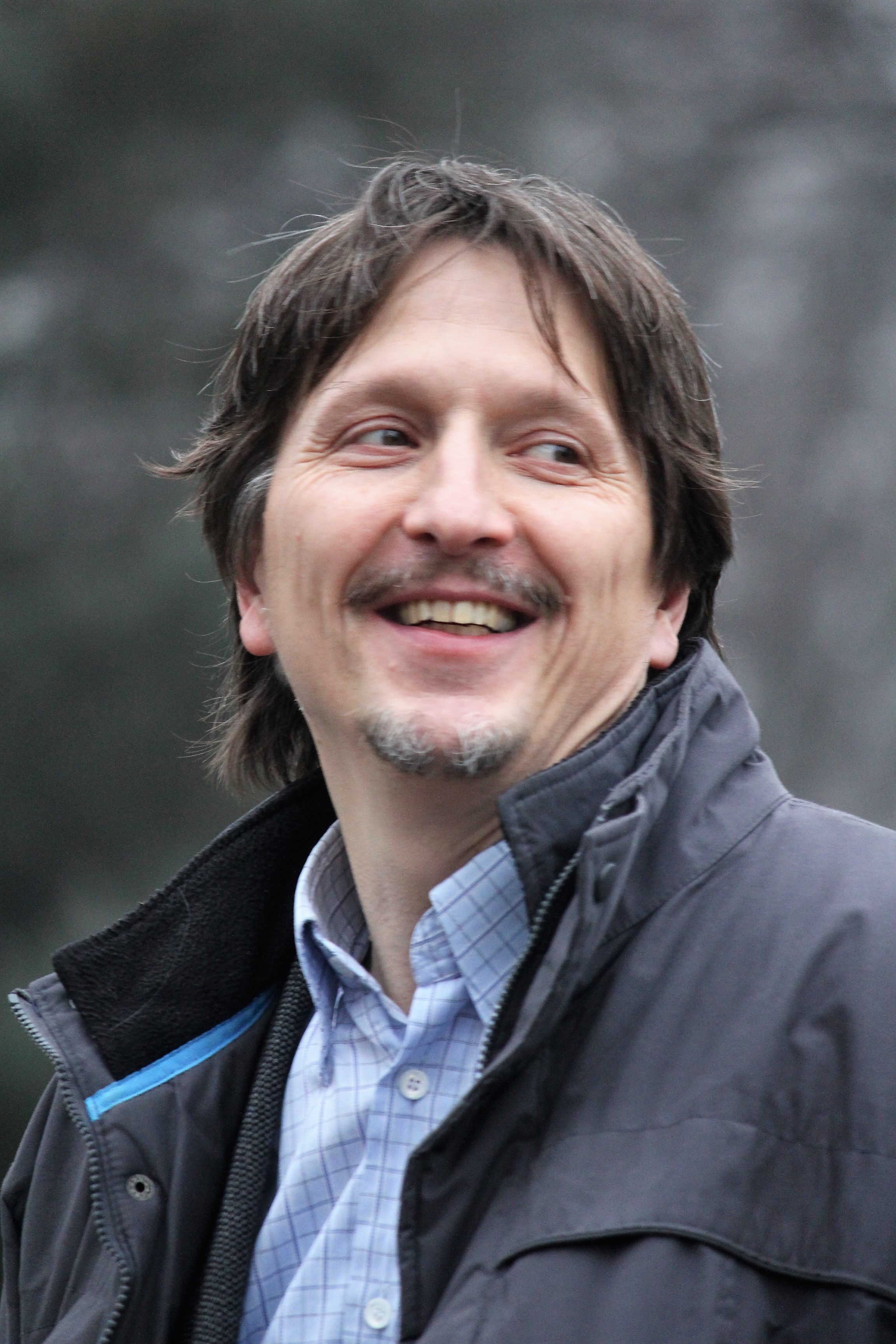
Ádám Miklósi

Ádám Miklósi (geboren 25. September 1962 in Budapest) ist ein ungarischer Verhaltensbiologe mit einem Schwerpunkt im Bereich Verhalten von Haushunden. Er ist ordentlicher Professor für Ethologie an der ELTE-Universität Budapest, Leiter des dortigen ethologischen Instituts und des Family dog projects, das sich mit der Erforschung des Verhaltens von Hunden beschäftigt. 

## Leben und Werk
Miklósi begann 1981 an der ELTE-Universität ein Biologiestudium, an das er 1986 ein dreijähriges Forschungsstudium bei der Ungarischen Akademie der Wissenschaften im Fachbereich Ethologie anschloss. Dort schrieb er 1995 seine Dissertation zur Analyse des Lernens von Paradiesfischen. 1994 änderte die Forschungsgruppe ihren Schwerpunkt und gab die Erforschung von Lernprozessen im Zusammenhang mit räuberisch-vermeidendem Verhalten des Paradiesfisches auf. Miklósi begann zusammen mit seinem Freund und Kollegen József Topál einen Beobachtungs- und Experimentalhintergrund zur Interaktion zwischen Mensch und Hund zu entwickeln. Ausgehend vom Fremde-Situations-Test zur Beschreibung von Bindungsmustern bei Kindern, führten sie Studien zur Mensch-Hund-Beziehung durch, deren erste Ergebnisse sie im Journal of Comparative Psychology vorstellten. 2005 erlangte er den Doctor of Science (DSc) an der Ungarischen Akademie der Wissenschaften (MTA) mit der Arbeit Representational models of the living environment: An ethological approach, der die Habilitation am Lehrstuhl für Biologie ELTE-Universität folgte. Im Jahr 2006 übernahm er die Leitung des Instituts für Ethologie der ELTE-Uni, 2005–2007 und seit 2012 leitet er die gemeinsame Forschungsgruppe Vergleichende Ethologie von MTA und ELTE.
Miklósi und seine Forschungsgruppe (später Family dog project) waren die ersten, die die menschliche Gesellschaft als den natürlichen Lebensraum des Haushundes auffassten und ihn in diesem Umfeld studierten. Sie zogen Hunde und Wölfe unter gleichen Bedingungen auf, um ihr Verhalten vergleichend studieren zu können. Sie stellten in zahlreichen Studien fest, dass der Haushund an seinen Lebensraum, die menschliche Gesellschaft, angepasst ist. Durch den gemeinsamen Lebensraum mit Menschen wurde der Hund zu einem bedeutenden Modellorganismus, unter anderem für das Verständnis menschlichen Sozialverhaltens.
Ádám Miklósi wurde 2016 korrespondierendes und 2022 ordentliches Mitglied der Ungarischen Akademie der Wissenschaften. 2020 wurde er zum Mitglied der Academia Europaea gewählt.